# Salvo D'Acquisto
(Salvo D'Acquisto)
Salvo Rosario Antonio D'Acquisto (Napoli, 15 ottobre 1920 – Palidoro, 23 settembre 1943) è stato un militare italiano, vicebrigadiere dell'Arma dei Carabinieri Reali, insignito della Medaglia d'oro al valor militare per essersi sacrificato il 23 settembre 1943 allo scopo di salvare un gruppo di civili durante un rastrellamento delle truppe naziste nel corso della seconda guerra mondiale. Dopo essere stato per alcuni decenni servo di Dio è stato dichiarato, il 25 febbraio 2025, venerabile da papa Francesco e ne è in corso il processo di beatificazione.

## Biografia

### Origini e formazione
Salvo Rosario Antonio D'Acquisto nacque il 15 ottobre 1920 a Napoli, a Villa Alba, un edificio di quattro piani in via San Gennaro nel rione Antignano. Fu il primogenito di cinque figli in una famiglia profondamente cristiana: il padre Salvatore era nativo di Palermo, mentre la madre, Ines Marignetti, di Napoli. Frequentò l'asilo presso l'Istituto Salesiano "Figlie di Maria Ausiliatrice" in via Enrico Alvino n. 19 nel quartiere Vomero, la Scuola Elementare "Luigi Vanvitelli" in via Luca Giordano n. 128, il Ginnasio presso l'Istituto Salesiano "Sacro Cuore" in via Alessandro Scarlatti n. 29 dove partecipa alle sezioni Giovanili dell’Azione Cattolica. Ha un carattere serio e riservato. Nel 1934 lasciò gli studi, pur frequentando per un periodo il Conservatorio di San Pietro a Majella in via San Pietro a Majella n. 35, cantando da baritono.

### L'arruolamento nell'Arma dei Carabinieri
Si arruolò nei Carabinieri come volontario il 15 agosto 1939, all'età di 18 anni, frequentando la Scuola allievi carabinieri di Roma, dipendente dalla 2ª Divisione "Podgora", fino al 15 gennaio 1940. Venne inizialmente assegnato alla Compagnia Comando della Legione Carabinieri di Roma dipendente dalla 2ª Divisione Carabinieri "Podgora". Quindi, dopo il giugno 1940, passò presso il Nucleo Carabinieri Fabbricazioni di Guerra del Sottosegretariato di Stato per le Fabbricazioni di Guerra (FabbriGuerra) in via Sallustiana n. 53. Con l'entrata in guerra dell'Italia si arruolò volontario per la Libia italiana nella Campagna del Nordafrica (1940-1943) del Teatro dell'Africa e del Medio Oriente e il 28 ottobre 1940 venne mobilitato con la 608ª Sezione Carabinieri (polizia militare), inquadrata nella 13ª Divisione Aerea "Pegaso" di stanza a Bengasi, parte della Squadra Aerea "Aeronautica della Libia - Est" della Regia Aeronautica, partendo da Napoli il 15 novembre 1940 e sbarcando a Tripoli il 23 novembre 1940; la nave ebbe gravi problemi di navigazione.
Dopo alcuni mesi trascorsi al fronte, alla fine di febbraio 1941 rimase ferito a una gamba durante uno scontro a fuoco con le truppe inglesi. Restò successivamente con il suo Reparto in zona d'operazioni fin quando venne ricoverato all'Ospedale Militare di Bengasi per una forte febbre malarica. Rientrò in Italia per una licenza di tre mesi e poi fu aggregato dal 13 settembre 1942 alla Scuola Centrale Carabinieri Reali di Firenze, per frequentarvi il corso accelerato per la promozione a vicebrigadiere. Conseguito il 15 dicembre 1942 il grado di vicebrigadiere, il 19 dicembre fu destinato alla stazione Carabinieri ubicata nel Castello di Torre in Pietra, all'epoca una borgata rurale a una trentina di chilometri da Roma lungo la via Aurelia, oggi frazione del Comune di Fiumicino.

### I rastrellamenti tedeschi e la fucilazione
Dopo il proclama Badoglio dell'8 settembre 1943 un reparto di paracadutisti tedeschi della 2. Fallschirmjäger-Division si era accasermato presso alcune vecchie postazioni precedentemente in uso alla Guardia di Finanza nelle vicinanze della località Torre Perla di Palidoro, che rientrava nella giurisdizione territoriale della stazione Carabinieri di Torre in Pietra. Qui, nel tardo pomeriggio del 22 settembre 1943, alcuni di loro, mentre ispezionavano casse di munizioni abbandonate, furono investiti dall'esplosione di una bomba a mano o forse dall'incauto maneggio di ordigni usati per la pesca di frodo, a suo tempo sequestrati dai finanzieri. Due paracadutisti morirono e altri due rimasero feriti.
Il comandante del reparto, un maresciallo, attribuì la responsabilità dell'accaduto ad anonimi attentatori locali e richiese la collaborazione dei Carabinieri della locale stazione, temporaneamente comandata dal vicebrigadiere Salvo D'Acquisto per l'assenza del maresciallo comandante, minacciando una rappresaglia se entro l'alba non fossero stati trovati i colpevoli. La mattina seguente D'Acquisto, assunte alcune informazioni, provò a ribattere che l'accaduto era da considerarsi un caso fortuito, un incidente privo di autori, ma i tedeschi insistettero sulla loro versione e confermarono l'intenzione di dare corso a una rappresaglia ai sensi di un'ordinanza emanata dal feldmaresciallo Albert Kesselring pochi giorni prima.
Il 23 settembre furono dunque eseguiti dei rastrellamenti e catturati ventitré uomini e un ragazzino, scelti a caso fra gli abitanti della zona, e ventidue di loro furono portati sul luogo dell'esecuzione. 
Questi i nomi:
- Angelo Amadio (18 anni);
- Arnaldo Attili, detto Nando, muratore, padre di Attilio;
- Attilio Attili, muratore, figlio di Arnaldo;
- Ennio Baldassarri (13 anni), il più giovane del gruppo, ma fatto scendere dal camion prima di andare al luogo dell'esecuzione;
- Gino Battaglini;
- Vittorio Bernardi, detto "Carnera", fabbro e muratore, fu obbligato a scavare con le mani la fossa, non essendoci pale a sufficienza per tutti;
- Tarquinio Boccaccini (31 anni), figlio del fattore dell'azienda agricola Torre in Pietra, fu catturato nel cortile del castello, dove viveva con la famiglia;
- Enrico Brioschi (36 anni), cameriere del conte Nicolò Carandini;
- Giuseppe Carinci (alcune fonti lo nominano Carigi, circa settantenne), spazzino, tentò la fuga e fu ucciso prima della cattura;
- Erminio Carlini;
- Domenico Castigliano, ferroviere;
- Rinaldo De Marchi (30 anni), muratore;
- Giuseppe Felter, muratore;
- Benvenuto Gaiatto (52 anni, di Torre in Pietra), padre di quattro figli e il più anziano del gruppo;
- Natale Giannacco, muratore;
- Oreste Mannocci, venditore ambulante di frutta di Santa Marinella;
- Sergio Manzoni, venditore ambulante di frutta di Santa Marinella;
- Vincenzo Meta (31 anni, di Maccarese), muratore, padre di tre figli, di cui uno di un anno;
- Attilio Pitton, muratore, padre di un ragazzo;
- Fortunato Rossin, muratore, fratello di Gedeone, padre di due bimbi;
- Gedeone Rossin, muratore, fratello di Fortunato, scapolo;
- Umberto Trevisiol (35 anni), muratore, padre di due bimbi;
- Michele Vuerich (39 anni), detto "Mastro Michele", capomastro muratore;
- Franco Federici (7 anni), fuggito da una finestra durante i rastrellamenti dalla torre del castello di Torre in Pietra dove viveva con la famiglia.
- Ernesto Zuccon, fornaio.

Lo stesso D'Acquisto fu forzatamente prelevato dalla caserma da parte di una squadra armata e fu condotto nella piazza principale di Palidoro, dove erano stati radunati gli ostaggi. Fu tenuto un sommario "interrogatorio" nel corso del quale tutti gli ostaggi si dichiararono innocenti. Nella piazza venne anche condotto un altro abitante ritenuto un carabiniere, Angelo Amadio, che sarà l'ultimo testimone del sacrificio del brigadiere. Nuovamente richiesto di indicare i nomi dei responsabili, D'Acquisto ribadì che non ve ne potevano essere, visto che l'esplosione era stata accidentale e che gli ostaggi e gli altri abitanti della zona erano dunque tutti quanti innocenti.
Durante l'interrogatorio dei rastrellati D'Acquisto fu tenuto separato nella piazza, sotto stretta sorveglianza da parte dei soldati tedeschi e, "quantunque malmenato e a volta anche bastonato dai suoi guardiani, serbò un contegno calmo e dignitoso", come ebbe a riferire in seguito Wanda Baglioni, una testimone oculare. Gli ostaggi e D'Acquisto vennero quindi trasferiti fuori dal paese. Agli ostaggi furono fornite delle vanghe e furono costretti a scavare una grande fossa comune nelle vicinanze della Torre di Palidoro, davanti al mare, per la ormai prossima loro fucilazione. Le operazioni di scavo si protrassero per alcune ore; quando furono concluse fu chiaro che i tedeschi avrebbero davvero messo in atto la loro minaccia.

## Le testimonianze sulla morte
Secondo la testimonianza di Angelo Amadio:

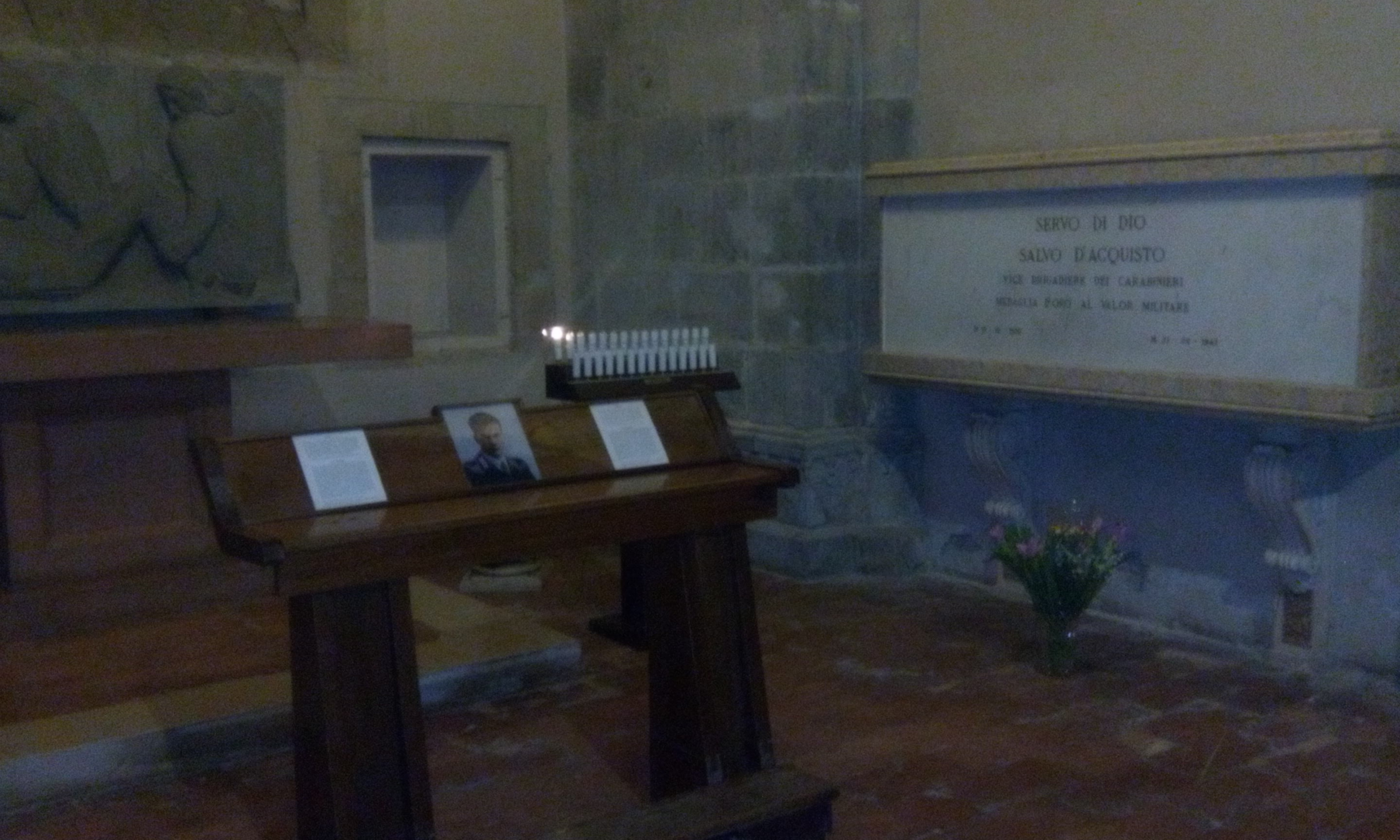
La tomba del vicebrigadiere Servo di Dio Salvo D'Acquisto, nella cappella laterale sinistra, nella Basilica di Santa Chiara (Napoli)

I tedeschi, infatti, credevano che Amadio fosse un carabiniere e, pertanto, inizialmente ritennero di trattenerlo per farlo assistere all'esecuzione. Evidentemente Salvo D'Acquisto si era accusato del presunto attentato, addossandosi la sola responsabilità dell'accaduto e richiedendo l'immediata liberazione dei rastrellati. I 22 prigionieri furono lasciati liberi e immediatamente si diedero alla fuga, lasciando il sottufficiale italiano, già condannato a morte, dinanzi al plotone d'esecuzione.
Alla fuga si unì immediatamente dopo Amadio, quando riuscì a dimostrare, presentando i suoi documenti, che in realtà era un operaio delle ferrovie e non un carabiniere. Come raccontò nella sua testimonianza resa nel 1957, fece in tempo però mentre correva a sentire il grido Viva l'Italia, lanciato dal carabiniere, seguito subito dopo dalla scarica di un'arma automatica che portava a termine l'esecuzione.
Si girò e vide un ulteriore colpo sparato da un graduato al corpo già riverso per terra. Vide i soldati ricoprire il corpo con il terriccio, spostandolo con i piedi. Il comportamento del militare aveva colpito gli stessi tedeschi, che il giorno dopo, secondo quanto riferito nella testimonianza della Baglioni, le riferirono: "Il vostro Brigadiere è morto da eroe. Impassibile anche di fronte alla morte".

## La sepoltura
Il corpo rimase sepolto lì per una decina di giorni, poi due donne della zona (Wanda Baglioni e Clara Cammertoni) lo dissotterrarono e gli dettero degna sepoltura presso il cimitero di Palidoro.
Nel giugno 1947, nonostante la contrarietà dei 22 scampati alla strage e della popolazione di Palidoro, la madre ottenne di far traslare le spoglie di Salvo D'Acquisto nella sua città natale. Il feretro, giunto a Napoli l'8 giugno 1947, fu esposto in una camera ardente presso la Caserma del Comando Legione Carabinieri Campania per poi essere tumulato il 10 giugno presso il Sacrario Militare di Posillipo.
Il 22 ottobre 1986 le spoglie furono nuovamente traslate nella prima cappella sulla sinistra della Basilica di Santa Chiara di Napoli, dopo essere state onorate in una camera ardente allestita presso la Caserma del Comando Gruppo Carabinieri di Napoli.

## Il culto

Tredici dei ventidue superstiti, pochi giorni dopo il sacrificio di Salvo D'Acquisto, qui ripresi dinanzi alla Torre di Palidoro

Nel 1983 fu annunciata dal vescovo Gaetano Bonicelli l'apertura presso l'Ordinariato militare di una causa di beatificazione; di conseguenza al carabiniere napoletano fu assegnato il titolo di "servo di Dio". L'apertura del processo canonico di beatificazione di Salvo D'Acquisto avvenne il 4 novembre 1983 e si concluse il 25 novembre 1991 con la conseguente trasmissione degli atti alla Congregazione delle cause dei santi.
Il 15 ottobre 1987 padre Gaudenzio Dell'Aja fu nominato dal cardinale Corrado Ursi, arcivescovo di Napoli, delegato arcivescovile del Tribunale Ecclesiastico per la ricognizione canonica dei resti mortali di Salvo D'Acquisto, che fu effettuata il 18 ottobre 1987.
Alla stessa congregazione venne consegnato nel 1996 un supplemento di inchiesta voluto dal nuovo postulatore. Il postulatore iniziale però aveva incominciato la causa di beatificazione per ottenere il riconoscimento dell'"eroismo delle virtù", mentre il postulatore successivo richiese il riconoscimento dell'"eroica testimonianza della carità", definizione applicabile per i martiri. Nel 2007 però un voto a maggioranza espresso in un convegno della Congregazione delle Cause dei Santi ha portato a una sospensione del riconoscimento di martire.
La figura del militare fu comunque ricordata da papa Giovanni Paolo II, che in un discorso ai Carabinieri del 26 febbraio 2001 ebbe a dire:
Il 25 febbraio 2025, dopo udienza con il Segretario di Stato vaticano Pietro Parolin, papa Francesco ha autorizzato il Dicastero delle Cause dei Santi a emanare il decreto con cui si riconosce la posizione di Venerabile a Salvo D'Acquisto, in vista della celebrazione della beatificazione.

## Riconoscimenti

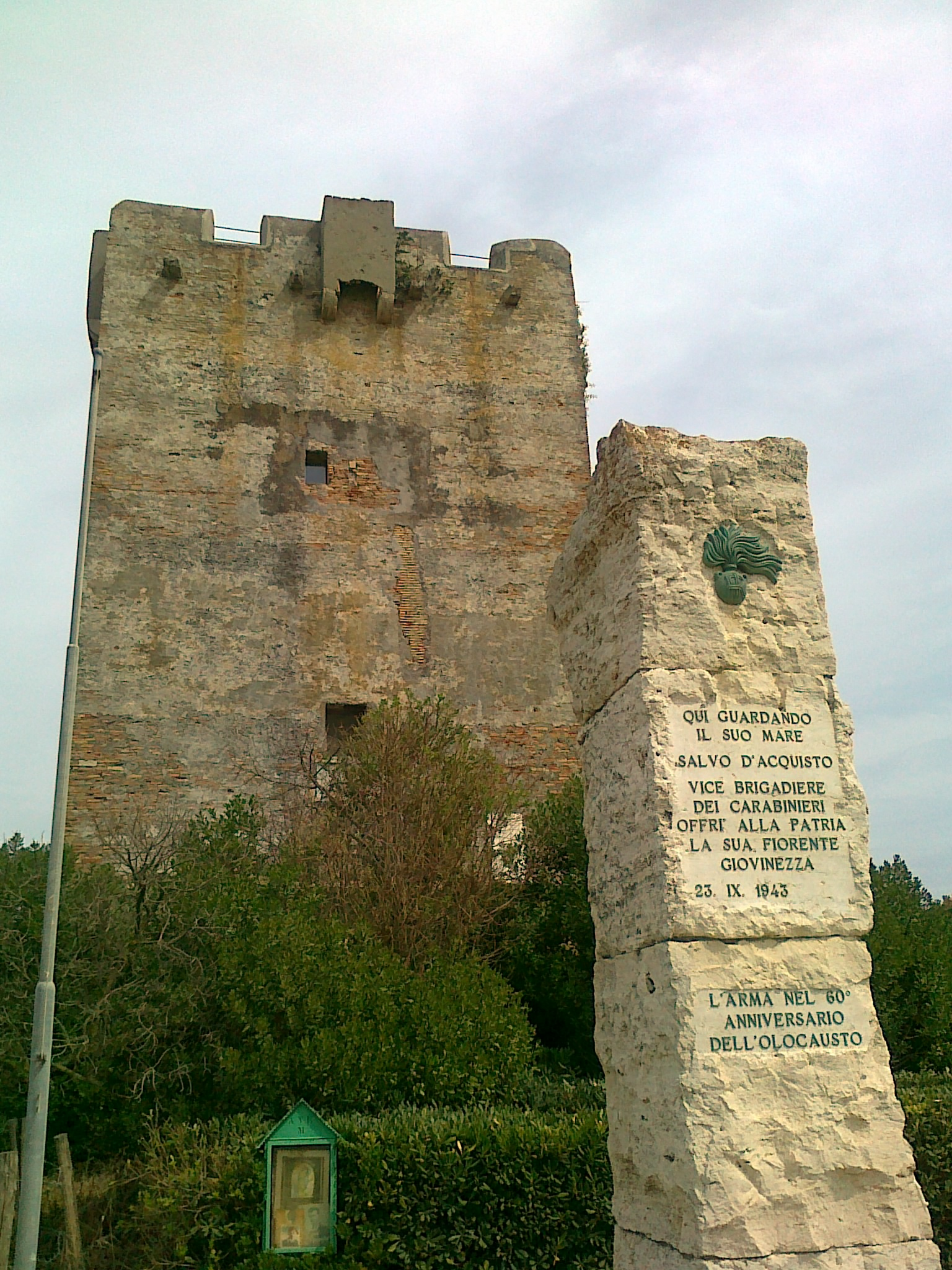
La torre di Palidoro e la lapide a Salvo d'Acquisto

Di fronte alla torre di Palidoro, sul luogo della fucilazione, adesso compreso nella riserva naturale Litorale romano, è stata eretta una lapide. L'accesso all'area non è libero, ma è consentito solo durante le visite guidate gratuite alla riserva naturale, organizzate dal dipartimento politiche ambientali e agricole del Comune di Roma, o durante le cerimonie militari rievocative.
Al V.Brig. D'Acquisto è stato intitolato il 149º corso Allievi Carabinieri Ausiliari.
A Salvo D'Acquisto sono intitolate diverse caserme dell'Arma dei Carabinieri. Tra queste:
- la caserma Salvo D'Acquisto di Roma, Tor di Quinto, sede del C.N.S.R. (Centro nazionale di selezione e reclutamento) dell'Arma dei Carabinieri, del Comando delle unità mobili e specializzate carabinieri "Palidoro" nonché del 4º Reggimento carabinieri a cavallo (quest'ultimo inquadrato nella I Brigata Mobile);
- a Cologno Monzese, zona Quartiere Stella, monumento bronzeo in cui è raffigurato nel momento della fucilazione, presso la Caserma dei Carabinieri ora della Polizia Municipale;
- a Milano, zona Fiera, vi era la Caserma dei Carabinieri a lui intitolata, demolita con la riqualificazione della Fiera di Milano;
- a Montelupo Fiorentino (FI), in zona centro storico, davanti alla Caserma dei Carabinieri, è situato un ceppo storico con mezzobusto e lapide commemorativa del brigadiere eroe in pregiato marmo;
- la Scuola allievi marescialli e brigadieri carabinieri di Velletri;
- le caserme che ospitano la legione Carabinieri di Napoli e i comandi provinciali di La Spezia e Siena;
- Il 7 novembre 2015 è stata intitolata a Salvo D'Acquisto la Caserma della Stazione Carabinieri di Giove (TR);
- intitolata a Salvo D'Acquisto il 16/10/1988 la Stazione Carabinieri di Sarmeola di Rubano (PD).

Numerose anche le scuole intitolate alla memoria dell'eroe, tra cui:
- Istituti comprensivi statali a Follo (SP), Parma, Lonate Ceppino (VA), Taccona di Muggiò (MB), Monza, Messina, San Salvo (CH), Cerveteri (RM), Napoli, Prati di Vezzano Ligure (SP), Gaggio Montano (BO);
- Scuole secondarie di primo grado statali a Roma, Bologna, Cesano Maderno (MB), Paina di Giussano (MB), San Giovanni Incarico (FR), Mestre (VE), Pontoglio (BS), Grotte Santo Stefano (VT);
- Scuole primarie statali: a Padova fu inaugurata la scuola primaria Salvo D'Acquisto, nel quartiere dell'Arcella, il 27 marzo 1973; la mamma dell'eroe non poté presenziare, ma inviò una lettera ai bambini della scuola; altre scuole primarie, dedicate a Salvo D'Acquisto, si trovano a Grosseto (GR), Tortona (AL), Roma, Asti, Grugliasco (TO), Camerino (MC), Roccasecca Stazione (FR), Macerata, Nettuno (RM), Tavola (PO), Oggiono (LC), Massa, Grotte Santo Stefano (VT), San Donato Milanese (MI), Quero (BL), Frattamaggiore (NA), Pioltello (MI), Pomigliano d'Arco (NA), Pompei (NA), Orzinuovi (BS), Ospedaletto Lodigiano (LO), e Cesena (FC), San Martino Buon Albergo (VR), Follo (SP);
- Scuole dell'infanzia statali a Roma, Nettuno (RM), Rivoli (TO), Racconigi (CN), Collegno (TO), Mariano Comense (CO), Galeata (FC), Frattamaggiore (NA);
- Il Teatro Auditorium Salesiano di Napoli.

Imponente è anche il numero dei riferimenti a Salvo D'Acquisto nella toponomastica, con quasi cinquecento tra vie, viali e piazze intitolati in tutta Italia.

### La pensione straordinaria alla famiglia
La famiglia natale di Salvo D'Acquisto:
(Proposta di legge n. 2617 del 18 dicembre 1956 d'iniziativa dei deputati Clemente Maglietta (PCI), Arrigo Boldrini (PCI) e Pietro Amendola (PCI) & Proposta di legge n. 77 del 10 luglio 1958 d'iniziativa dei deputati Clemente Maglietta (PCI), Arrigo Boldrini (PCI) e Pietro Amendola (PCI)
(Proposta di legge]] n. 2676 del 24 gennaio 1957 d'iniziativa dei Deputati Giuseppe Trabucchi (DC) e Ferdinando D'Ambrosio (DC) & Proposta di legge]] n. 28 del 18 giugno 1958 d'iniziativa del deputato Ferdinando D'Ambrosio (DC)
Così che la filantropa napoletana Gioconda Trimarchi in Curci prese a cuore la situazione, spingendo sulle proprie conoscenze politiche, affinché si potesse arrivare a un vitalizio, che potesse essere non solo un aiuto materiale ma anche un concreto riconoscimento d'onore.
Deputati di ambedue gli schieramenti, PCI e DC, accolsero l'invito e, sia nella II Legislatura (1953-1958) sia nella III Legislatura (1958-1963), furono presentate ben quattro proposte di legge, che si concretizzarono, come "dovere civile ed umano" e come "dimostrazione della solidarietà e della riconoscenza del nostro Popolo", nella legge n. 553 del 21 luglio 1959 "Pensione straordinaria ai genitori della medaglia d'oro Salvo D'Acquisto", pubblicata sulla Gazzetta Ufficiale della Repubblica Italiana n. 185 del 3 agosto 1959.

## Nell'arte
Il gesto di Salvo D'Acquisto ha ispirato diverse opere tra cui:
- un omonimo film del 1974 diretto da Romolo Guerrieri con Massimo Ranieri nelle vesti del protagonista;
- un'opera lirica musicata dal compositore Antonio Fortunato e rappresentata al Teatro Massimo di Palermo nel 2002 e in altri luoghi, con l'alto patronato della Presidenza della Repubblica Italiana;
- la miniserie televisiva trasmessa in prima visione TV su Rai 1 il 21 e il 22 settembre 2003 con protagonista Giuseppe Fiorello;
- lo spettacolo teatrale "Salvo D'Acquisto: un Eroe semplice" di Emanuele Merlino (andato in scena anche a Tenerife e in Slovenia);
- lo spettacolo teatrale "La foto del carabiniere", scritto nel 2013 da Claudio Boccaccini, figlio di Tarquinio, uno dei 22 ostaggi salvati da Salvo D'Acquisto. Con lo stesso titolo il testo è stato pubblicato da La Mongolfiera Editrice;
- Il Giornalino - Il grande giornale dei ragazzi pubblica, con testi di Raoul Traverso detto Roudolph e disegni di Attilio Micheluzzi:
  - nell'Anno LXVI - Numero 11 del 14 marzo 1990 - pagg. 39-64, la I Parte del maxifumetto "Salvo D'Acquisto - Torre di Palidoro - I parte";
  - nell'Anno LXVI - Numero 12 del 21 marzo 1990 - pagg. 39-64, la II Parte del maxifumetto "Salvo D'Acquisto - Rappresaglia - II parte";
  - nell'Anno LXVI - Numero 13 del 28 marzo 1990 - pagg. 38-63, la III Parte del maxifumetto "Salvo D'Acquisto - Verso la luce - III parte".

### Monumenti
La figura del militare è ricordata con diversi monumenti tra cui:
- Un monumento, in acciaio cor-ten e marmo travertino, di Lydia Cottone[29] inaugurato a Napoli in Piazza Carità il 21 marzo 1971. Sul travertino è incisa la motivazione della Medaglia d'Oro al Valor Militare conferita all'eroe.

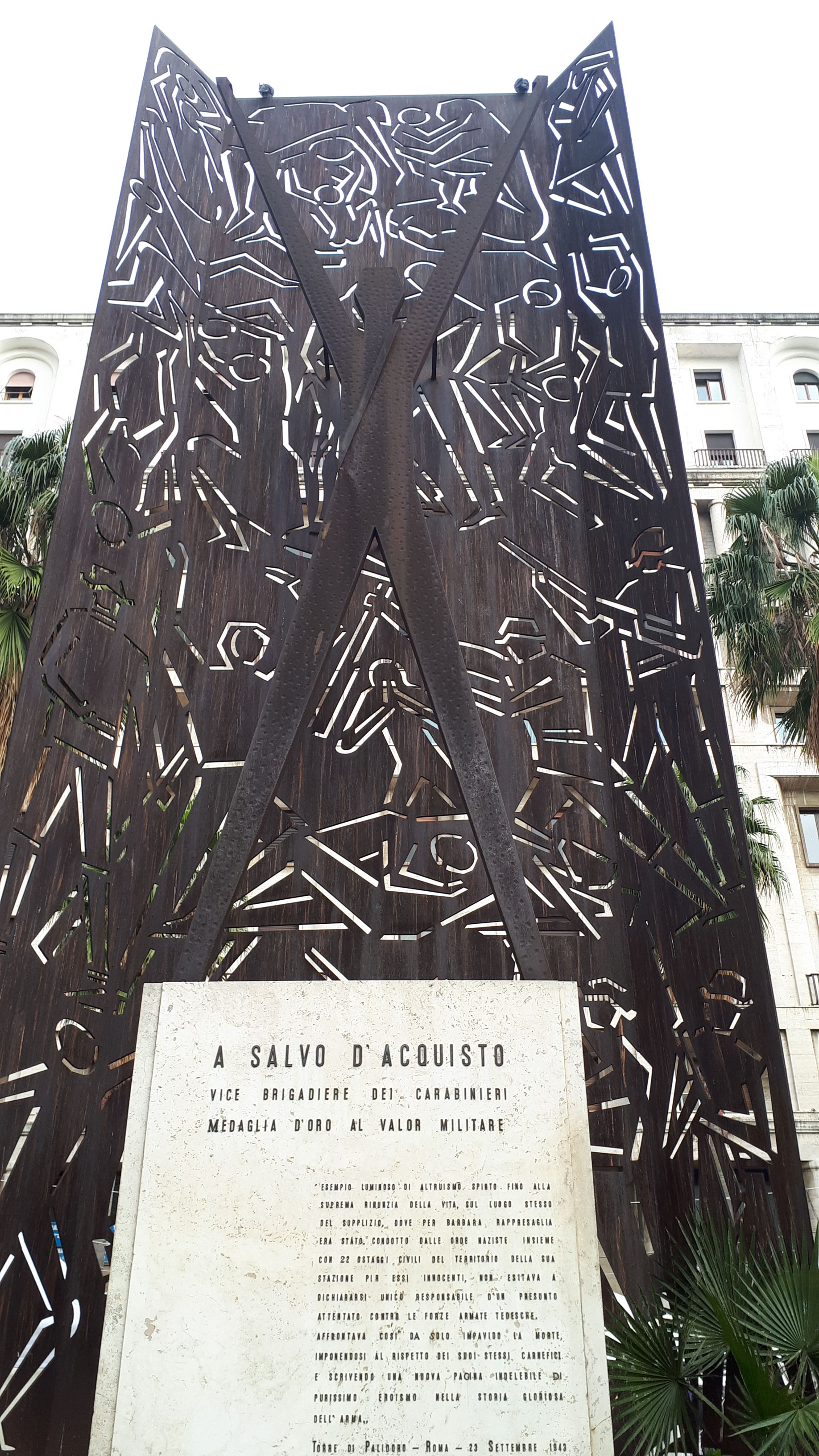
Monumento a Salvo D'Acquisto - Napoli, Piazza Carità

- Una lapide marmorea è stata eretta a Napoli in via Morghen vicino all'oratorio dei Salesiani con una poesia di Aldo De Gioia. L'adiacente Istituto Salesiano gli ha intitolato il Teatro.
- Una statua che lo raffigura bambino è stata posta nel giardino antistante la Scuola elementare Vanvitelli al Vomero, Napoli, da lui frequentata da bambino.
- A Pomigliano d'Arco, in provincia di Napoli lo scultore Vincenzo Gaetaniello nel 2000 ha realizzato una scultura in bronzo, facente parte di un monumento commemorativo dedicato a Salvo D'Acquisto.
- Il 25 settembre 2003, nel piazzale antistante la stazione ferroviaria di Cisterna di Latina, in occasione del sessantesimo anniversario della morte è stata eretta una statua in bronzo, realizzata dall'artista Giancarlo Soprano. La statua con i suoi 3 metri d'altezza, è la scultura più alta d'Italia dedicata alla morte del vicebrigadiere.
- Il 19 maggio 2007, a Bologna nel Giardino dedicato all'Eroe presso viale XII Giugno è stato inaugurato un suo monumento in bronzo a figura opera di Luigi Enzo Mattei
- Il 23 maggio 2015, ad Aversa nella via dedicata all'Eroe, è stato inaugurato un busto bronzeo a figura, opera di Giuseppe Cacace.[30]
- Il 23 settembre 2015, nel "Prato dello Strozzino" a Bellosguardo di Firenze è stato posto un monumento in bronzo dello scultore Belarghes.
- A Lama Mocogno (MO) è stato realizzato un bassorilievo.
- A Bomarzo (VT), nell'omonima piazza, un busto bronzeo ricorda il vicebrigadiere.
- Un rilievo in bronzo Il Sacrificio di Salvo D’Acquisto, 1973, dello scultore Alessandro Manzo (Palermo 1913-1994) si conserva al Museo Storico della Liberazione di Roma.
- Un identico rilievo in gesso si trova a Palermo presso la Caserma "C. A. Dalla Chiesa" sede della Legione Carabinieri "Sicilia".
- Monumenti a Salvo d'Acquisto sono anche presenti a: Abbiategrasso (MI), Anzio (RM), Bagni di Lucca (LU), Bassano del Grappa (VI), Bolzano, Casciana Terme (PI), Cave (RM), Calolziocorte (LC), Casalguidi (PT), Castel Goffredo (MN), Cercepiccola (CB), Desenzano del Garda (BS), Firenze, Fiumicino (RM), Frosinone (FR), Macerata, Malnate (VA), Mantova, Montegiorgio (FM), Montescaglioso (MT), Noale (VE), Palagnano (MO), Pianoro (BO), Pieve Torina (MC), Porto d'Ascoli (AP), Riccione (RN), Sant'Antonio Abate (NA), San Benedetto del Tronto (AP), Sant'Oreste (RM), Sarmeola di Rubano (PD), Saronno (VA), Sassuolo (MO), Serra de' Conti (AN), Sesto San Giovanni (MI), Tarcento (UD), Telese Terme (BN), Toscolano Maderno (BS), Vallerano (VT) Varese, Venafro (IS), Vico nel Lazio (FR), Borgomanero (NO), Finale Emilia (MO), Battipaglia (SA), Trani (PL), Folignano (AP), Trescore Balneario (BG).
- Il 15 ottobre 2021, a Mercogliano (AV), nella villa comunale sita in via Santangelo, è stato inaugurato il monumento in onore dell'eroico vicebrigadiere. L'installazione è stata il frutto della volontà sinergica dell'Associazione Nazionale Carabinieri (Sezione Mercogliano) e dell'amministrazione comunale locale.
- In piazza Salvo D'Acquisto del comune di Rubano (PD), di fronte all'entrata della locale Stazione Carabinieri, vi è la statua del vice brigadiere, rappresentato nell'atto di proteggere le vittime rastrellate dai soldati tedeschi.